# Antoine Monis
Pour les articles homonymes, voir Monis.
Pierre-Antoine Monis, né le 28 juillet 1882 à Châteauneuf-sur-Charente et mort le 26 avril 1952 dans cette même ville, est un haut fonctionnaire français.

## Biographie
Pierre-Antoine Monis est le fils d'Ernest Monis, avocat à Bordeaux et homme politique républicain (député, puis sénateur et ministre).
Élève de l’École alsacienne puis étudiant à la faculté de droit de Paris, Antoine Monis soutient sa thèse de doctorat le 8 décembre 1909 : La Délimitation des régions de production et les vins de Bordeaux, étude sur la loi du 1er août 1905 (Paris, G. Roustan, 1909). Il devient ensuite avocat à la cour d'appel de Paris.
Antoine Monis n'a que 17 ans, le 1er juillet 1899, quand il devient le chef du secrétariat particulier (non payé) de son père, nommé ministre de la Justice dans le gouvernement Pierre Waldeck-Rousseau. En mars 1911, il est nommé chef de cabinet de son père quand celui-ci accède à la présidence du conseil. Le 21 mai, il est légèrement blessé à la jambe droite lors de la catastrophe d'Issy-les-Moulineaux, où son père est plus gravement blessé, tandis que le ministre de la Guerre, Maurice Berteaux, est tué. Cette catastrophe n'empêche pas, la semaine suivante, le départ du raid Paris-Rome-Turin à l'aérodrome de Buc, où Antoine Monis représente son père, aux côtés du nouveau ministre de la Guerre, le général Goiran, et du sous-secrétaire d’État à l'Intérieur, Émile Constant.
Le 28 septembre 1912, Antoine Monis est nommé sous-préfet de Meaux. Le 15 juillet 1914, il est nommé conseiller de gouvernement au gouvernement général de l'Algérie.
Lieutenant de réserve, Antoine Monis prend part à la Première Guerre mondiale au sein du 307e régiment d'infanterie. Le 28 août 1914, lors de la bataille de Moislains, il est blessé au bras et fait prisonnier. Soigné à l'hôpital militaire de Brunswick puis transféré à la forteresse de Magdebourg, il est rapatrié le 30 juillet 1917. Passé quelques mois plus tard au 4e puis au 1er régiment de zouaves, il est mis à la disposition du gouverneur général de l'Algérie en novembre 1917. Promu au grade de capitaine en janvier 1918, il est détaché à l'état major du gouvernement militaire de Paris en février. En juillet, il est désigné comme officier de liaison entre le préfet de la Charente et le général commandant la 12e région militaire. Après la guerre, il retrouve son poste au gouvernement général de l'Algérie.
Le 18 mars 1919, Antoine Monis est nommé préfet de Vaucluse en remplacement de Vallette. Il restera pendant quinze ans à ce poste avant d'y être remplacé par Guerrin.

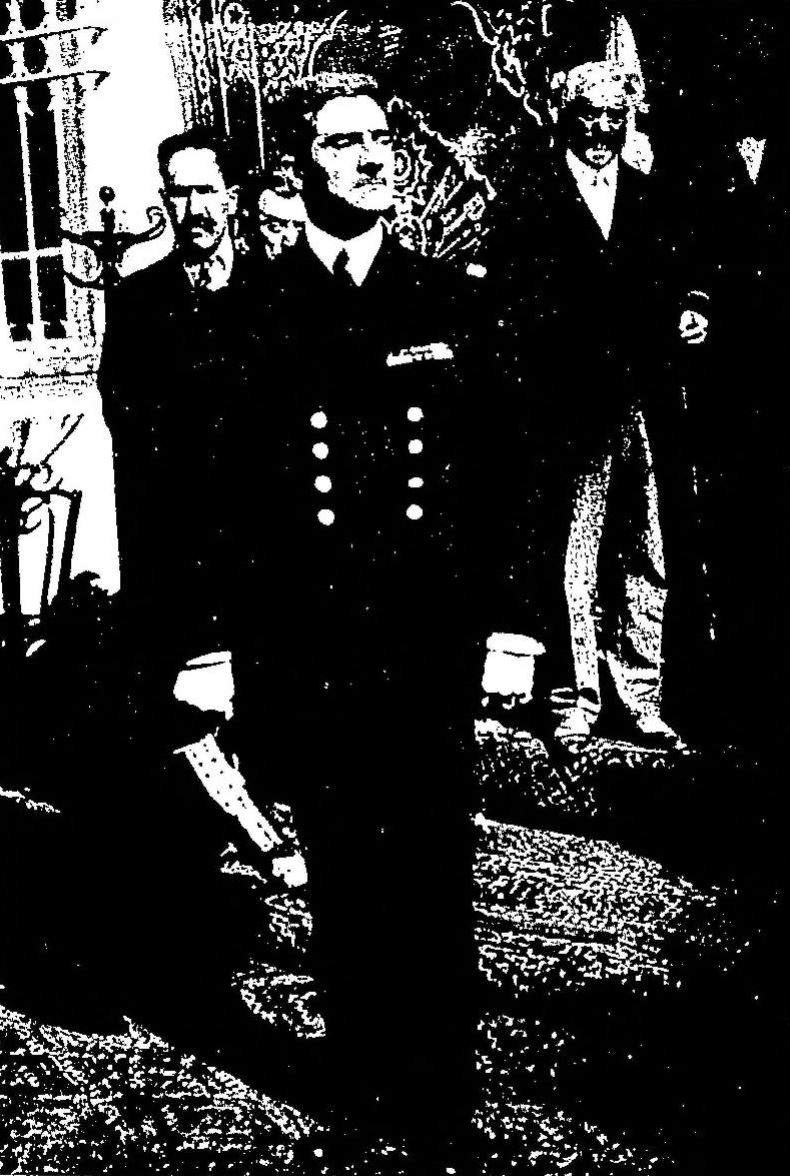
Monis, préfet d'Oran, en visite officielle à Tiaret le 8 juin 1935.

Par décret du 12 juin 1934, il succède à Marlier en tant que préfet d'Oran. Il ne reste pas longtemps à ce poste car il est remplacé par Rousselot dès le 21 septembre 1935. Préfet de première classe hors cadres, il est nommé trésorier-payeur général du département de la Charente le 14 novembre 1936.
Le 22 mai 1937, il est nommé préfet de l'Hérault en remplacement de Cassagneau. C'est à ce titre qu'il organise, en 1939, l'accueil et l'internement administratif de nombreux réfugiés espagnols fuyant la guerre civile et le franquisme.
Sa carrière préfectorale prend fin en 1940. Le 27 juin, il est admis à faire valoir ses droits à la retraite et remplacé par Paul Brun. Placé en disponibilité par un décret du 14 juillet, il est définitivement admis à faire valoir ses droits à la retraite le 17 septembre. Le 5 novembre suivant, il est nommé préfet honoraire.

## Distinctions

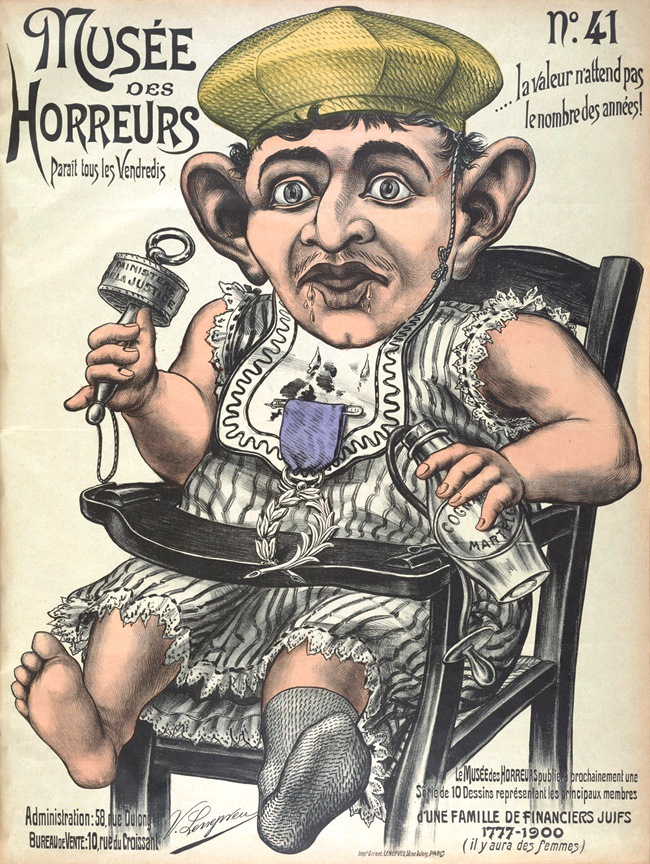
Caricature à propos des palmes académiques d'Antoine Monis dans le Musée des Horreurs (1900).

En 1900, il est question de décerner à Monis les palmes académiques alors que le jeune homme n'a pas encore 18 ans et n'a même pas terminé ses études, ce qui suscite inévitablement des accusations de népotisme à l'encontre du garde des Sceaux. La polémique est même relayée le 9 juillet à la Chambre des députés par le nationaliste Charles Bernard. Finalement, Antoine Monis ne sera nommé officier de l'Instruction publique qu'en 1910.
Une nouvelle polémique éclate en 1901, après le remplacement du général Davout par le général Florentin en tant que grand chancelier de la Légion d'honneur. Selon Gaston Pollonnais, journaliste au Gaulois, Davout aurait été sanctionné par Monis père à la suite du refus du conseil de l'ordre de la Légion d'honneur d'autoriser Monis fils à porter la cravate de commandeur de l'ordre de Saint-Stanislas. Cependant, selon deux conseillers de l'ordre démissionnaires, les généraux Laveuve et Lebelin de Dionne, la raison principale du remplacement de Davout serait plutôt son refus de radier de l'ordre Paul Déroulède et Eugène de Lur-Saluces, chevaliers de la Légion d'honneur condamnés par la Haute Cour,.
Malgré ces deux déconvenues, Antoine Monis est le titulaire de nombreuses autres distinctions :
- Officier de la Légion d'honneur (1931)[23]
  -  Chevalier de la Légion d'honneur (1917)
- Croix de guerre 1914–1918
- Chevalier de l'ordre du Mérite agricole (1914)
- Médaille du sauvetage (1914)
- Grand-croix de l'ordre du Nichan Iftikhar (1912)
- Ordre du Médjidié (Commandeur en 1900)[24]
- Officier de l'ordre du Soleil levant (1901).
- Officier de l'Ordre du Million d'Éléphants et du Parasol blanc (1912).